# 新场乡 (六盘水市)
新场乡，是中华人民共和国贵州省六盤水市六枝特区下辖的一个乡镇级行政单位。

## 行政区划
新场乡下辖以下地区：
新场社区、白果村、落龙村、黑塘村、沙地村、旧院村、两路口村、新寨村、新场村、仓脚村、戛纳村、乌柳村、老院子村、高峰村、松坝村、熊井村和苦李井村。